# Vučinići (Kladanj)
Vučinići es un pueblo ubicado en la municipalidad de Kladanj, en el cantón de Tuzla, Bosnia y Herzegovina.

## Superficie
Posee una superficie de 6,80 kilómetros cuadrados.

## Demografía
Hasta 2013 la población era de 3 habitantes, con una densidad de población de 0,4 habitantes por kilómetro cuadrado.